# Lamothe-Cassel
Lamothe-Cassel är en kommun i departementet Lot i regionen Occitanien i södra Frankrike. Kommunen ligger i kantonen Saint-Germain-du-Bel-Air som tillhör arrondissementet Gourdon. År 2022 hade Lamothe-Cassel 113 invånare.

## Befolkningsutveckling
Antalet invånare i kommunen Lamothe-Cassel
| Referens: INSEE |